# Brouwerij Bekaert (Kortrijk)
Brouwerij Bekaert is een voormalige brouwerij te Kortrijk en actief tot 1959.

## Bieren[2]
- B. Major
- Bek Export
- Bekaert
- Blonde Courtraisienne
- Bock
- Brune
- Cross Stout
- Double Foncée
- Major
- Pater's Vat